# Морозов, Николай Григорьевич (тренер)
Морозов Николай Григорьевич (род. 28 августа 1941 года) — заслуженный тренер СССР и РСФСР, тренер сборной СССР по велоспорту, которая победила на XXII Олимпийских играх в 1980 году.

## Биография
Родился 28 августа 1941 года в совхозе Иркутского района, Иркутской области.
В 1949 году, в связи с рекомендацией врачей по состоянию здоровья отца, семья переезжает в Сочи. Там окончил среднюю школу № 9 им. Николая Островского.
В то время начал интересоваться велоспортом, потому что в г. Сочи каждую весну проходили отборочные соревнования по Велогонке Мира, Прага-Варшава-Берлин.

### Образование
В 1959 году поступил в Ленинградский институт физической культуры и спорта им. П. Ф. Лесгафта на спортивный факультет. Но позже Николай Григорьевич ушел из велоспорта и продолжил учебу в другом ВУЗе. Тогда мама Морозова тяжело заболела и он был вынужден бросить учебу и вернуться в Сочи.

## Карьера
Начал работать тренером в городском совете ДСО «Спартак» после возвращения в Сочи и снова вернулся к велоспорту. Принимал участие в городских, союзных соревнованиях, спартакиадах народов и чемпионатах страны по велоспорту.
1965—1966 г.г. — член сборной команды СССР по велоспорту.
1971 год — тренер ДЮСШ № 1 в г. Сочи.
1974 год — получил приглашение в сборную команду СССР помощником главного тренера В. Капитонова, а потом был утвержден тренером сборной, в которой проработал до распада СССР. С командой участвовали в Олимпийских играх в Монреале, Москве, Сеуле, но не были в Лос-Анджелесе (1984 г.) из-за бойкота США Олимпийским играм в Москве (1980 г.).

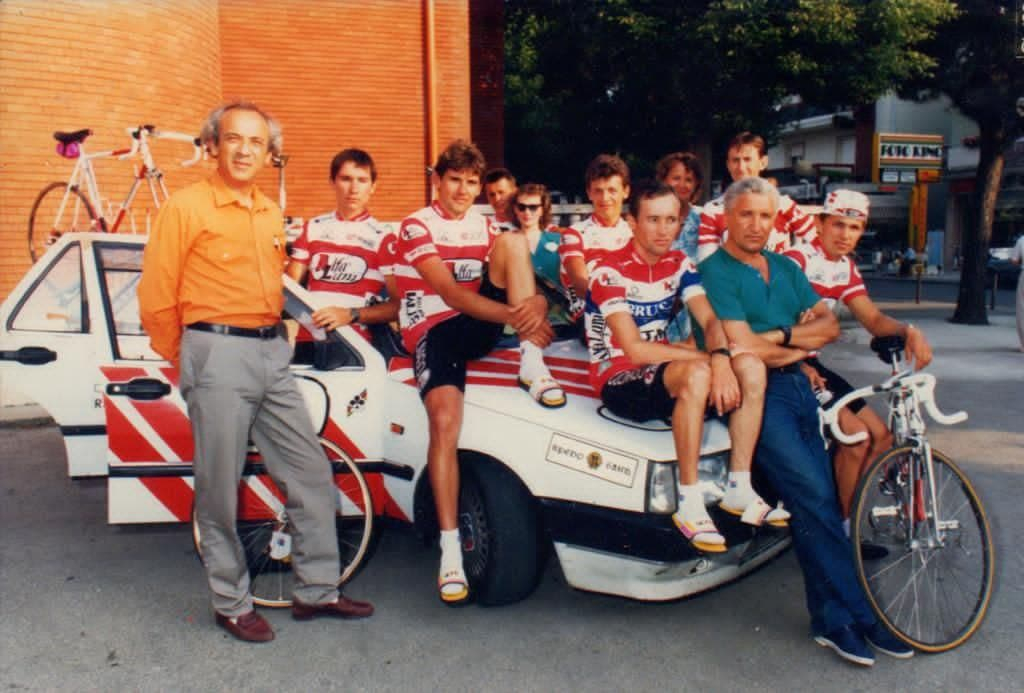
Николай Морозов со своей командой ALFALUM (1989—1990)

1989—1990 г.г. — тренер первой профессиональной советской команды ALFA LUM (Сан Марино).
1989 год — советская команда принимает старт на чемпионате мира в Шамбери, Франция. Это случилось впервые в истории отечественного спорта. Главным тренером был итальянец, а Николай Григорьевич был делегирован в эту команду ответственным от советской стороны.
1991 год — после распада Советского Союза остается в Италии и заключает контракт с командой CARRERA.
1995 год — получил приглашение от Дмитрия Конышева стать массажистом-тренером в команде и продолжил представлять РФ на Чемпионате мира и Олимпийских играх.

### «Катюша»
После пекинской Олимпиады руководство Федерации велоспорта предлагает возглавить континентальную команду «Катюша».

Команда выступала на всех чемпионатах мира, а также на Олимпийских Играх под руководством Николая Григорьевича и занимала призовые места. Исключением стали только 1999 и 2000 года, когда Морозов вместе с Сергеем Гончаром представляли сборную Украины в 1999 году на Чемпионате мира в Испании (2место), на Олимпийских Играх в Сиднее 2000 год (9 место) и Чемпионате мира во Франции (1 место).

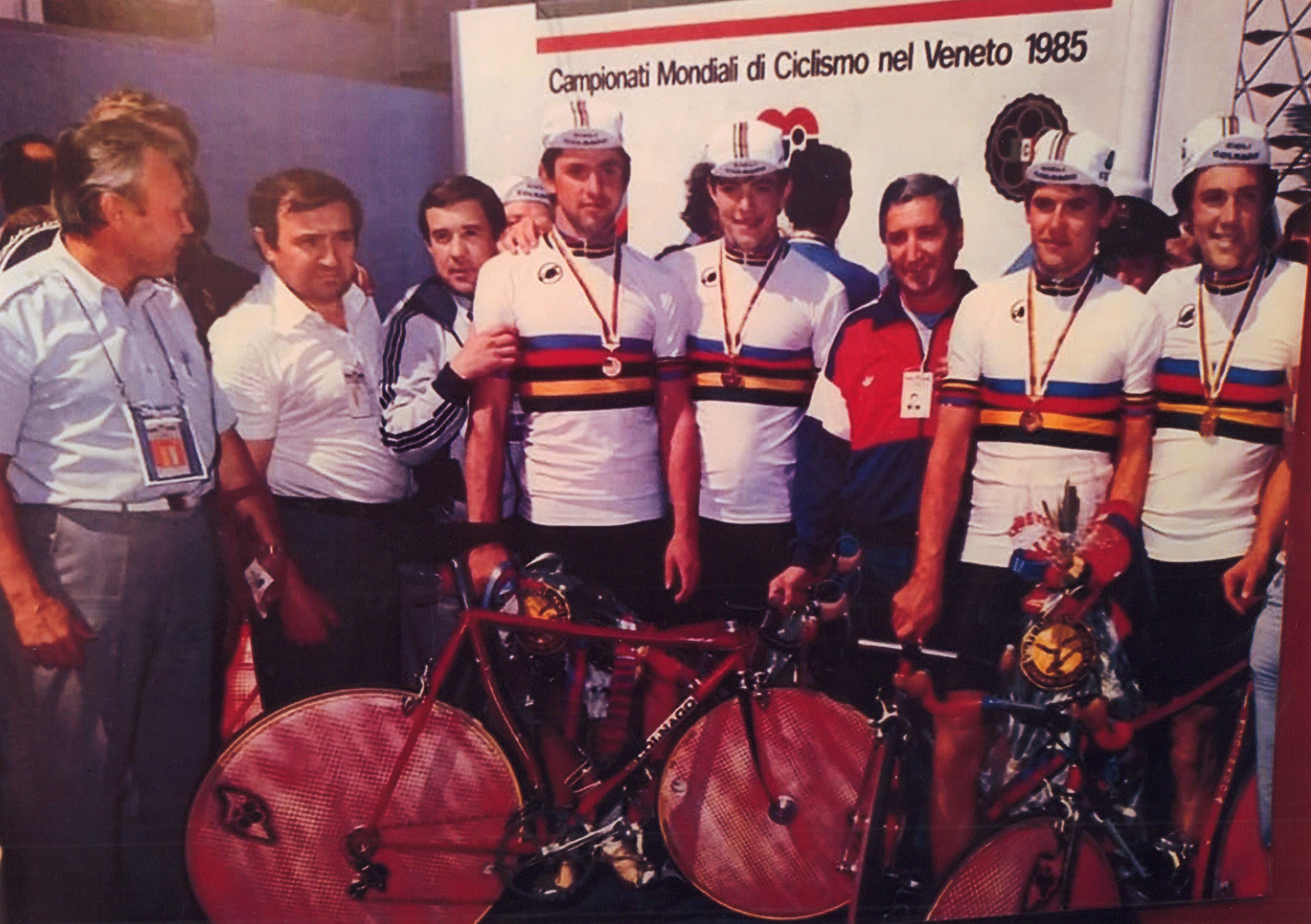
Чемпионат мира по шоссейным велогонкам 1985, Николай Морозов (в красной куртке) со своей командой

2009 год — главный тренер континентальной велокоманды «Катюша».
2010—2012 г.г., 2014 г . — главный тренер континентальной команды «Итера-Катюша».
2013 год — спортивный директор Проконтинентальной команды «Русвело».
В 2015 году был частью тренерского совета сборной команды России по велоспорту-шоссе.

## Команды после 1991 года
С 1991 года работал в следующих известных командах:

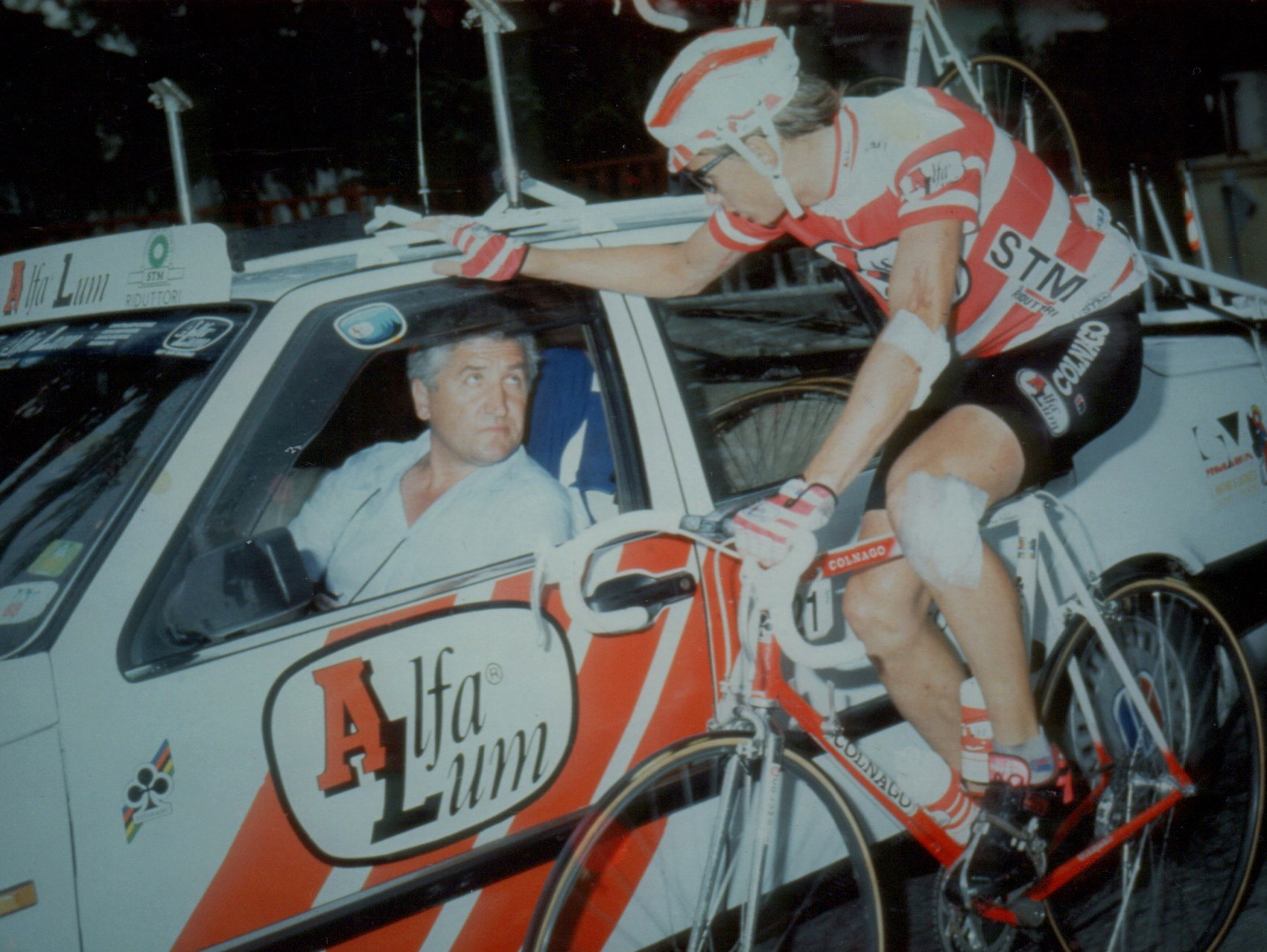
Николай Морозов (в автомобиле тех. помощи) вместе с Д. Конышевым 1989 год, Джиро д’Италия

- CARRERA (Италия)
- AKI-SAFI (Монте-Карло)
- SAFI (Италия)
- LIQUIGAS (Италия)
- TENAX (Италия)
- FASSA BORTOLO (Италия)
- GEROLSTEINER (Германия)
- ASTANA (Испания — Казахстан)
- ITERA — KATUSCA
- РУСВЕЛО (Россия)[8]
- ITERA (Россия)

## Достижения

### Тренерские
- 1 место — Олимпийские игры 1976 г., командная гонка на 100 км.
- 1 место — Чемпионат мира 1977 г, 1983 г., 1985 г., командная гонка.
- 1 место — Олимпийские игры 1980 г., командная гонка. 1,3 места — индивидуальная гонка вместе с В. Капитоновым и В. Соколовым.
- 1 место — Чемпионат мира 2012 г., индивидуальная гонка на время.

### Рекорды
- За период участия в командах провел 15 велогонок Джиро д’Италия, 7 шоссейных велогонок — Тур де Франс, 15 шоссейных гранд-туров — Вуэльта (Испания)
- Принял участие в подготовке к 7-ми Олимпийским играм

### Личные награды
- Заслуженный тренер РСФСР (1979)
- Заслуженный тренер СССР (1980)
- По итогам Олимпийских Игр в 1980 году признан лучшим тренером страны и награжден золотой медалью «Лучший тренер СССР»[9]